# Dorothy Dermody
Dorothy Edith Mary Dermody-McCormack, surnommée Tommy McCormack, née le 26 avril 1909 à Ballyhasty, près du village de Cloughjordan dans le Comté de Tipperary, et morte le 10 avril 2012 à Killiney, est une escrimeuse olympique et promotrice du sport irlandaise.

## Origines familiales et jeunesse
Dorothy Dermody est la fille d'un capitaine de navire irlandais, William Dermody, et d'une fille d'un marchand de bois anglais, Julia Dermody, née Evans. La famille est installée dans le centre de l'Irlande. Relativement fortunée, la famille possède une grande maison, une étable et une écurie et fait travailler une domestique. Bien qu'établi au centre de l'île, William Dermody demeure marin. Son épouse et sa fille l'accompagnent fréquemment sur ses bateaux mais, permission n'étant faite au capitaine d'embarquer qu'une seule femme, il fait passer Dorothy pour un garçon en lui coupant les cheveux, en l'habillant comme tel, et en l'affublant du surnom de Tommy, qu'elle conservera longtemps dans sa vie. Dorothy passe ainsi une grande partie d'une enfance heureuse sur la mer.
Bien plus tard, elle se mariera avec Cyril Patrick McCormack, fils du ténor John McCormack.

## Éducation, goût pour le sport et carrière
Dorothy Dermody suit des cours d'éducation physique au Ling College for Physical Training de Dublin (université fermée en 1973). Elle sera plus tard professeur d'éducation physique à l'Alexandra College, une école privée pour filles de Dublin, de 1943 à 1958. Durant cette carrière, elle tente de promouvoir la pratique du sport en Irlande, menant une campagne pour inciter chaque école à se munir d'un terrain de sport. Elle encourage toutes les jeunes filles à pratiquer une activité physique et encourage son université à autoriser la natation pour les étudiantes.
Dans ce pays très religieux où la pratique féminine du sport est moins avancée que dans le reste de l'Europe, Dermody s'essaie à de nombreuses disciplines, le squash et la crosse dans lesquels elle devient championne nationale, le plongeon et l'escrime. Après la Seconde Guerre mondiale, Dermody est invitée aux Jeux olympiques de 1948 à Londres pour participer à la compétition de plongeon, mais demande à intégrer l'épreuve d'escrime, ce qui lui est accordé. Elle n'est pas la première sportive irlandaise de l'histoire aux Jeux olympiques (deux joueuses de tennis en 1924 et une nageuse en 1928 l'ont précédée) mais, parmi les cinq femmes de la délégation de 73 concurrents irlandais à ces Jeux, elle est la seule à participer à une épreuve sportive, les quatre autres concourant dans les compétitions artistiques, aujourd'hui non reconnues par le Comité international olympique. Le plan symbolique, plus que sportif de sa présence, est à retenir puisque déjà âgée de 39 ans, elle perd ses six assauts du premier tour de poules et est éliminée.

## Mort et héritage
Très diminuée à quelques semaines de son 103e anniversaire, elle manque en mars 2012 une cérémonie commémorant les "olympiens" de 1948 où sa famille la représente pour recevoir une récompense en son som,, et meurt quelques jours plus tard dans une maison de retraite de Killiney. Plutôt qu'un enterrement classique, elle choisit l'incinération. Au moment de sa mort, elle est la doyenne des athlètes olympiques irlandais et des escrimeurs olympiques.
Durant sa carrière d'enseignante à l'Alexandra College, Dermody a eu pour élève Maeve Kyle, une athlète qui fut ensuite détentrice du record d'Irlande du 800 mètres, médaillée de bronze européenne en salle du 400 mètres, et la première sportive irlandaise après Dermody à participer aux Jeux olympiques. Kyle utilisa comme source de motivation et argument pour soutenir sa propre candidature olympique l'image de son enseignante, seule sportive parmi les artistes féminines aux Jeux. Huit ans après la participation aux Jeux de Dermody, elle participera aux Jeux de 1956, 1960 et 1964, non sans que l'annonce de sa sélection ne soit accueillie de manière très hostile par le clergé et la société irlandaise.